# Roberto Maida
Roberto Maida ( Francica, Vibo Valentia, Italia 3 de marzo de 1906 – Buenos Aires, Argentina, 30 de marzo de 1993) cuyo verdadero nombre era Domenico Maida fue un cantor y letrista dedicado al género del tango.

## Actividad profesional

### Primeros años
Fue traído a la Argentina por su familia en 1909 y vivió con ella en el barrio de Balvanera de la ciudad de Buenos Aires, cerca del famoso Mercado Spinetto que en esa época estaba en pleno funcionamiento. Desde muy chico trabajaba cuidando los caballos de que tiraban de los carros y chatas, mientras sus conductores comían en las fondas cercanas al mercado. Fue justamente en los fondos de uno de ellas, el restaurante D'Amato, de Matheu y Victoria que Maida empezó a cantar en las reuniones que armaban los hijos del dueño y los muchachos de la barra, donde se armaban sesiones de tango y él era el cantor; también cantaba en festivales y casamientos de barrio. Un día alguien le propuso cantar en los entreactos en un cine, acompañado de piano, violín y batería, y fue así que debutó profesionalmente en el cine 2º Coliseo, de Bernardo de Irigoyen y Venezuela. Más adelante la empresa de Clemente Lococo, propietaria de una cadena de cines, lo llevó para trabajar en un espectáculo que se daba en el cine Astral, junto a figuras entre las cuales estaban Armando Baliotti, Miguel Caló, Raúl Kaplún y un joven pianista que por entonces tenía 15 años llamado René Cóspito.

### Giras por Europa
En 1925 debutó como cantor de la orquesta de Miguel Caló.  En 1928 viajó a España como vocalista de la orquesta típica de Cátulo Castillo junto a Miguel Caló, Alberto Cima, José Ricardo, Carlos, Ricardo y Alfredo Malerba, actuaron en numerosas ciudades y grabaron varios discos para el sello Odeon. A su regreso a Buenos Aires, ya en 1930, Bayón Herrera y Manuel Romero lo contrataron para que cantara en un cuadro de la obra que iban a presentar en el teatro Sarmiento y le pidieron que eligiera un tango para estrenar en esa ocasión, que fue Te odio, de Celedonio Flores y Francisco Pracánico, que además Maida  grabó con las guitarras de Iglesias, Besada y Arrieta. Ese mismo año registró para el sello Columbia algunos temas con guitarras, y otros con Alberto Castellanos.
Al siguiente año retornó a Europa con la compañía de revistas del teatro Sarmiento, dirigida por Bayón y Romero y con Cátulo Castillo en la dirección musical. La empresa no tuvo buena fortuna y se disolvió pero como Maida ya era conocido en España, lo contrataron para trabajar con la cancionista Celia Gámez. Por la misma época los hermanos Malerba fueron a trabajar a Portugal, junto a Bachicha Deambroggio y Maida se unió a ellos. La orquesta trabajó con éxito, incluyendo el período del Carnaval de 1931,  durante un mes y medio en el Maxim's, pero Carlos Malerba  enfermó y fue llevado a Bilbao, donde falleció. A pedido de sus deudos Maida cantó, como responso, su tango Aquellas locuras, que era el preferido del fallecido. Después de ese episodio se fue a París para actuar con la orquesta de Manuel Pizarro en París; fue en esa ciudad que Carlos Gardel escuchó a Maida cantando el tango Aquellas cartas que había compuesto con música de Juan Ghirlanda, obra que en 1932 grabó El Zorzal en Barcelona con acompañamiento de piano y violín y después en Buenos Aires con guitarras.
Eduardo Bianco, de paso para Alemania y le pidió a Pizarro si podía llevar a Maida y algunos músicos de su orquesta, para acompañarlo en sus actuaciones en Hamburgo. Fue así que, autorización mediante, partieron con Bianco el cantor, los bandoneonistas Héctor Artola y Juan Pecci, el violinista francés Simón y el contrabajista Mario Melfi, 
En Hamburgo inauguraron el UFO Palace y actuaron en el café-concert Bocaccio para después trabajar en Colonia, Munich y Berlín. Cuando vuelve con Pizarro, este fue contratado para trabajar por siete meses en el Savoy Hotel de Londres al que, por ese entonces, a veces concurría el Príncipe de Gales, a quien Maida había conocido en Biarritz y que era un fanático del tango. Después de un tiempo Maida y Pizarro resolvieron al continente e hicieron giras por Bélgica, Holanda y España.

### Con Francisco Canaro
Esa etapa europea de Maida, terminó a mediados de 1933. Al regresar al país Samuel Yankelevich lo contrató para trabajar por un año en Radio Belgrano, acompañado por los guitarristas Iglesias, Besada y Arrieta y al finalizar le sugirió unirse a Francisco Canaro, con quien en 1930 había grabado el tango Titiriteros y el vals A lo lejos, con mucho éxito.
Maida estuvo con Canaro desde noviembre de 1934 hasta 1939 pues si bien de palabra habían convenido un contrato por seis años, el cantor se retiró un año antes por celos profesionales  cuando Canaro contrató a los cantores Ernesto Famá y Francisco Amor. En esta etapa volvieron a grabar juntos el 20 de marzo de 1935 con Alma de bandoneón, Cambalache, No hay que hacerse mala sangre, y la ranchera Viva el casorio y continuaron haciéndolo hasta llegar aproximadamente a los 200 temas. En 1936 participó de la comedia musical La patria del tango, que con música de Canaro se representó en el Teatro Buenos Aires.
En 1940 Maida organizó una orquesta propia bajo la dirección de Argentino Galván, que también hacía los arreglos, con los bandoneonistas Héctor Artola, Máximo Mori y Tití Rossi, los violinistas Antonio Rodio, Tomás Cervo y el «pibe» Mario Núñez, el pianista José Cimarro y el contrabajista Francisco De Lorenzo en contrabajo. Actuaron por  Radio Belgrano y Radio Sarmiento y en la boite Ocean. En 1942 Maida se unió a la orquesta de Antonio Sureda para actuar en Radio Belgrano. En 1942 cantó con la orquesta de Antonio Sureda y luego recorrió varios países de América con gran éxito.
En 1968 abandonó  la carrera artística para desempeñarse como intendente de Radio Belgrano.
Roberto Maida falleció en Buenos Aires el 30 de marzo de 1993.

## Labor como letrista
Maida tiene 41 obras de distintos géneros registradas a su nombre en SADAIC
- Amor y locura en colaboración con Antonio Salera (1988)
- Aquel tiempo gris en colaboración con Sebastián Piana (1978)
- Aquellas locuras en colaboración con Ovidio Cátulo González Castillo (1939)
- Aquellas cartas en colaboración con Juan Andrés Ghirlanda (1943)
- Canción para mi novia en colaboración con Julio Enrique Antonio Moreno (1983)
- Canto de sol y sal en colaboración con Alejandro Britos (1981)
- Cantor sensiblero en colaboración con Rodolfo María Barnes (1984)
- Colombiana hermosa flor en colaboración con Amitor Matías Vidal (1988)
- Cruz para Patricio Heredia en colaboración con Juan Antonio Pouey (1983)
- El loro de Conrado en colaboración con Rodolfo María Barnes (1984)
- Era un muchacho bueno en colaboración con Eduardo Moreno (1989)
- Ese barrio mío en colaboración con Leopoldo Díaz Vélez (1985)
- Fuete nocturno en colaboración con Alberto Francisco Sampedro (1971)
- Incognita mujer en colaboración con Rodolfo María Barnes (1984)
- Jota de Buenos Aires en colaboración con Feliciano Pérez y Victorio Pérez (1979)
- Jota provinciana en colaboración con Feliciano Pérez y Victorio Pérez (1979)
- La gran siete en colaboración con Nicolás Jorge Dragone (1983)
- La vida es así en colaboración con Juan Carlos Caccaviello (1991)
- Lamento lunfardo en colaboración con Donato Racciatti (1985)
- Lo que el tiempo me robó en colaboración con Antonio Salera (1988)
- Milonga de gente brava en colaboración con Julio Enrique Antonio Moreno (1983)
- No es un pecado en colaboración con Rodolfo María Barnes (1984)
- No te acuerdes más de mí en colaboración con Horacio Basterra (1941)
- Nunca más la vi en colaboración con Juan Bautista Acri (1954)
- Pa que se muevan las mozas en colaboración con Rodolfo María Barnes (1984)
- Palabras escritas en colaboración con Rodolfo María Barnes (1983)
- Pasajes del amor en colaboración con Rodolfo María Barnes (1983)
- Playa serena en colaboración con Juan Bautista Acri
- Qué difícil se hace todo en colaboración con Casimiro García (1983)
- Rosalba del Iberá en colaboración con Roberto Felipe Fernández y Juan Ronal Ferrau (1979)
- Sentimiento criollo en colaboración con Armando Baliotti (1982)
- Son las cosas de la vida en colaboración con Juan Andrés Ghiorlanda (1954)
- Soy todo milonga en colaboración con Rodolfo María Barnes (1983)
- También me vas a querer en colaboración con Rodolfo María Barnes (1984)
- Te acordás corazón en colaboración con Casimiro García (1983)
- Tu divina bondad en colaboración con Luciano Leocata (1990)
- Una burla nomás en colaboración con Sebastián Piana (1983)
- Una estrella para Cátulo en colaboración con Juan Antonio Pouey (1983)
- Viviendo por vivir en colaboración con Feliciano Pérez y Victorio Pérez (1978)
- Y hoy vuelvo a revivir en colaboración con Luciano Leocata (1989)
- Yo era un novio tranquilo  (1981)